# Ranunculus spicatus
Ranunculus spicatus là một loài thực vật có hoa trong họ Mao lương. Loài này được Desf. miêu tả khoa học đầu tiên năm 1798.